# ANUSAT
O ANUSAT (acrônimo de Anna University Microsatellite) é um satélite artificial da Universidade de Anna em Chennai, Índia, lançado em 20 de abril de 2009 a partir do Centro Espacial de Satish Dhawan por um foguete PSLV-CA.

## Características
O ANUSAT tem como missão testar novas tecnologias relacionadas com as comunicações no espaço e foi lançado como carga secundária no mesmo lançamento no qual colocou em órbita o RISAT-2.
O satélite tem um sistema de comunicações do tipo "salvar e enviar", em que a informação é armazenada no satélite durante a passagem sobre uma estação terrestre e a descarga em outra. Ele também leva a bordo outros experimentos tecnológicos, como um receptor digital, um giroscópio e um sensor de campo magnético.